# 제60회 베네치아 국제 영화제
제60회 베네치아 국제 영화제는 2003년 8월 27일에 열린 시상식이다. 이탈리아 베니스에서 개최되었다.

## 수상 및 후보

### 황금사자상
- 리턴 - 안드레이 즈비아긴체프 수상

### 볼피컵 여우주연상
- 로젠스트라시 - 카챠 리만 수상

### 볼피컵 남우주연상
- 21 그램 - 숀 펜 수상

### 심사위원 특별상
- Cerf-volant, Le - Randa Chahal Sabag 수상

### 특별언급상
- Hochbetrieb - Andreas Krein 수상

### FIPRESCI상
- 안녕, 용문객잔 - 차이밍량 수상

### 산 마르코상
- 보드카 레몬 - 히너 사림 수상

### 특별감독상
- 자토이치 - 기타노 다케시 수상